# آدام بایرسکی
آدام بایرسکی (لهستانی: Adam Bajerski؛ زادهٔ ۲۷ مه ۱۹۶۶) فیلم‌بردار اهل لهستان است.
از فیلم‌ها یا مجموعه‌های تلویزیونی که وی در آن‌ها نقش داشته‌است، می‌توان به ترفندها، همبستگی، همبستگی...، اوشیتسکا، پدر متیو، کارول: مردی که پاپ شد و یک قلب گرم اشاره نمود.